# Балка Башмачка
Балка Башмачка — балка (річка) в Україні у Солонянському районі Дніпропетровської області. Права притока річки Дніпра (басейн Дніпра).

## Опис
Довжина балки приблизно 7,68 км, найкоротша відстань між витоком і гирлом — 6,86  км, коефіцієнт звивистості річки — 1,12 . Формується декількома балками та загатами.

## Розташування
Бере початок на південно-східній стороні від села Червонокам'яне. Тече переважно на південний схід через села Башмачку, Кам'яно-Зубилівку і впадає у річку Дніпро.

## Цікаві факти
- У XX столітті на балці існували газові свердловини та аміакопровід Тольятті — Одеса[2], а у XIX столітті — багато вітряних млинів[1].